# William Heise
William Heise (1847 – 1910) è stato un regista statunitense attivo nel decennio del 1890 che ha diretto oltre 175 cortometraggi muti. Insieme a William Kennedy Laurie Dickson ha diretto Monkeyshines, No. 1 che viene considerato il primo film prodotto negli Stati Uniti d'America.

## Filmografia
- Monkeyshines, No. 1 (1890)
- Monkeyshines, No. 3 (1890)
- Monkeyshines, No. 2 (1890)
- Monkey and Another, Boxing (1891)
- Duncan or Devonald with Muslin Cloud (1891)
- Duncan and Another, Blacksmith Shop (1891)
- Men Boxin (1891)
- Duncan Smoking (1891)
- Dickson Greeting (1891)
- Newark Athlete (1891)